# Mnišská hora (České středohoří)
Mnišská hora (německy Münzberg) je kopec nedaleko České Lípy, vysoký 381 m n. m. Patří do Českého středohoří. Má tvar protažené znělcové kupy vypreparované z křídových hornin. Na svazích lze pozorovat projevy mrazového zvětrávání jako jsou mrazové sruby nebo kryoplanační terasy. V minulosti se nazývala např. Münchsberg, Münzberg, Mynichsperg.

## Poloha a přístup
Kopec je u silnice mezi Bořetínem a městem Česká Lípa. Kopec je na východním úbočí Kozelského hřebenu patřícího k Českému středohoří. Spolu s Bořetínem je v katastrálním území Stráž u České Lípy. Od západního okraje České Lípy (část Dubice) je vzdálený jeden kilometr a o 130 metrů výš.
Na jižní straně kopce sestupuje silnice z Bořetína do Dubice a České Lípy, po severním a západním úbočí je vedena žlutě značená turistická trasa od kopce Kozel do České Lípy. Z ní je neznačená cesta s převýšením 30 metrů na zalesněný vrchol.

## Jméno
Statek Stráž u České Lípy s okolím byl věnován zakladatelem českolipského kláštera (založen 1624) Albrechtem z Valdštejna mnichům jako zdroj příjmů pro klášter.

## Další informace
Necelý 1 km na severovýchod protéká řeka Ploučnice. Ve svazích zalesněného kopce jsou zřetelné známky těžby znělce. Kopec je vně okraje CHKO České středohoří.